# Bilbor
Bilbor – wieś w Rumunii, w okręgu Harghita, w gminie Bilbor. W 2011 roku liczyła 2174 mieszkańców.